# Bart Brinckman
Bart Brinckman (Mortsel, 1963) is een Belgisch journalist.

## Levensloop
Brinckman volgde het middelbaar onderwijs aan het Xaveriuscollege van Borgerhout en studeerde daarna Nieuwste Geschiedenis en Pers en Communicatiewetenschappen aan de universiteit van Gent.
Eind 1989 startte hij op de Wetstraatredactie van de krant De Morgen, waar hij vanaf 1995 aan het hoofd stond van de politieke redactie.
In 2000 stapte hij over naar De Standaard waar hij gedurende een klein jaar de nieuwe redactie Cultuur en Media leidde.  In het najaar van 2001 werd hij gepromoveerd tot chef van de Wetstraatredactie. Sedert maart 2011 is hij senior writer en commentator voor de krant.
Sinds 4 maart 2009, het ogenblik waarop het onafhankelijk onderzoek 'Evaluatiestudie van de bijkomende Scheldekruising in Antwerpen' werd voorgesteld aan de Vlaamse Regering volgde hij het dossier van de Oosterweelverbinding voor de krant De Standaard.

## Publicatie
Samen met zijn collega's Isabel Albers, Wouter Verschelden en Steven Samyn publiceerde hij in 2008 het boek De Zestien is voor u, een reconstructie van de vorming van de eerste regering Leterme. De gelijknamige reeks in de krant won in 2009 de Dexiaprijs voor de geschreven pers.

## Privé
Bart Brinckman is getrouwd en heeft twee zonen. Het gezin woont in Borgerhout.